# Ріо-Бланко (Болівія)
Ріо-Бланко (ісп. Río Blanco) — річка у Болівії протікає у департаментах Санта-Крус та Бені — ліва притока річки Гуапоре, правої притоки річки Маморе. Належить до водного басейну Мадейри → Амазонки → Атлантичного океану.

## Географія
Річка болівійської Амазонії, починає свій витік із річки Ріо-Аґуас-Кальєнтес неподалік міста Консепсьйон (адміністративний центр провінції Нюфло-де-Чавес), в департаменті Санта-Крус. Спочатку тече на північ, а потім на північ — північний захід територією департаментів Санта-Крус протягом 465 км, та департаментом Бені — 622 км. Впадає у річку Гуапоре з лівого берега, вище за течією від бразильського міста Принсіпе-де-Бейра. Відрізок річки після впадіння найбільшої притоки — Сан-Мартін (13°8′ пд. ш. 63°47′ зх. д. / 13.133° пд. ш. 63.783° зх. д.) і до гирла на річці Гуапоре називається ще Баурес.
Річка має загальну довжину 1 087 км, це друга за величиною притока річки Гуапоре (Ітенес) після Сан-Мігель (Ітонамус). Середньорічна витрата води в гирлі становить 670 м³/с. Площа басейну — 70 860 км².

## Притоки
Річка Ріо-Бланко на своєму шляху приймає воду багатьох приток, найбільші із них:
- Ріо-Лопез
- Ріо-Негру (460 км)
- Запокоз
- Сан-Мартін (права притока, 710 км)